# Basketball-Europameisterschaft 2001/Qualifikation
Diese Seite beschreibt die Qualifikation zur Basketball-Europameisterschaft 2001 der Männer. An der Qualifikation um die 8 freien Plätze nahmen insgesamt 30 Nationalmannschaften teil.

## Modus
Insgesamt nahmen 16 Mannschaften an der EuroBasket 2001 teil, die sich auf unterschiedliche Weise für das Turnier qualifizierten:
- Die Türkei war als Gastgeber automatisch qualifiziert.

- Die sieben bestplatzierten Nationalmannschaften bei der EM 1999 aus Italien (Europameister), Spanien (Zweiter), Jugoslawien (Dritter), Frankreich (Vierter), Litauen (Fünfter), Russland (Sechster) und Deutschland (Siebter) waren ebenfalls automatisch qualifiziert.

- 8 Teilnehmer wurden über drei Qualifikationsrunden ermittelt.

## Erste Qualifikationsrunde (Preliminary Round)
In der ersten Qualifikationsrunde wurde in einer Gruppe Teilnehmer für die zweite und dritte Qualifikationsrunde ermittelt. An dieser Runde nahmen sieben Nationalmannschaften teil, die in der 2. Qualifikationsrunde zur EM 1999 gescheitert waren. Wales als schlechtester Gruppenletzter nahm nicht teil. Die beiden Erstplatzierten dieser Gruppe erreichten direkt die dritte Qualifikationsrunde und die weiteren fünf Teams spielten in der zweiten Qualifikationsrunde weiter.

### Gruppe X
| Platz | Team       | Spiele | Siege | Niederl. | Punkte  | Körbe | Diff |
| ----- | ---------- | ------ | ----- | -------- | ------- | ----- | ---- |
| 1     | Finnland   | 6      | 6     | 0        | 500:337 | +163  | 12   |
| 2     | Österreich | 6      | 4     | 2        | 459:435 | +024  | 10   |
| 3     | Zypern     | 6      | 4     | 2        | 299:340 | −041  | 10   |
| 4     | Norwegen   | 6      | 3     | 3        | 410:420 | −010  | 9    |
| 5     | Irland     | 6      | 2     | 4        | 436:443 | −07   | 8    |
| 6     | Schweiz    | 6      | 2     | 4        | 433:414 | +019  | 8    |
| 7     | Luxemburg  | 6      | 0     | 6        | 355:503 | −148  | 6    |

## Zweite Qualifikationsrunde (Qualifying Round)
In der zweiten Qualifikationsrunde wurde in 3 Gruppen (A bis C) gespielt. An dieser Runde nahmen 16 Nationalmannschaften teil. Neben den fünf Teams aus der ersten Qualifikationsrunde nahmen die Mannschaften, die die 2. Qualifikationsrunde zur EM 1997 auf den Tabellenplätzen 5 und 6 beendet hatten sowie das Team aus Wales teil. Die ersten beiden dieser Gruppen sowie die Gruppendritten der beiden Sechser-Gruppen qualifizierten sich jeweils für die nächste Qualifikationsrunde.

### Gruppe A
| Platz | Team        | Spiele | Siege | Niederl. | Punkte  | Körbe | Diff |
| ----- | ----------- | ------ | ----- | -------- | ------- | ----- | ---- |
| 1     | Lettland    | 3      | 3     | 0        | 312:213 | +99   | 6    |
| 2     | Niederlande | 3      | 2     | 1        | 264:217 | +47   | 5    |
| 3     | Luxemburg   | 3      | 1     | 2        | 224:284 | −60   | 4    |
| 4     | Norwegen    | 3      | 0     | 3        | 219:305 | −86   | 3    |

### Gruppe B
| Platz | Team     | Spiele | Siege | Niederl. | Punkte  | Körbe | Diff |
| ----- | -------- | ------ | ----- | -------- | ------- | ----- | ---- |
| 1     | Belgien  | 5      | 5     | 0        | 371:325 | +46   | 10   |
| 2     | Portugal | 5      | 3     | 2        | 365:365 | ±0    | 8    |
| 3     | Schweiz  | 5      | 3     | 2        | 362:350 | +12   | 8    |
| 4     | Georgien | 5      | 2     | 3        | 362:413 | −51   | 7    |
| 5     | Irland   | 5      | 1     | 4        | 374:378 | −04   | 6    |
| 6     | Dänemark | 5      | 1     | 4        | 355:358 | −03   | 6    |

### Gruppe C
| Platz | Team     | Spiele | Siege | Niederl. | Punkte  | Körbe | Diff |
| ----- | -------- | ------ | ----- | -------- | ------- | ----- | ---- |
| 1     | Belarus  | 5      | 4     | 1        | 364:339 | +025  | 9    |
| 2     | Slowakei | 5      | 4     | 1        | 400:311 | +089  | 9    |
| 3     | Island   | 5      | 3     | 2        | 367:338 | +029  | 8    |
| 4     | Rumänien | 5      | 3     | 2        | 375:349 | +026  | 8    |
| 5     | Zypern   | 5      | 1     | 4        | 328:368 | −040  | 6    |
| 6     | Wales    | 5      | 0     | 5        | 351:480 | −129  | 5    |

## Dritten Qualifikationsrunde (Semi Final Round)
In der dritten Qualifikationsrunde wurde in 4 Gruppen (A bis D) gespielt. An dieser Runde nahmen 24 Nationalmannschaften teil. Neben den zwei bzw. acht Mannschaften die in der ersten und zweiten Qualifikationsrunde erfolgreich waren, nahmen an dieser Runde 14 Mannschaften teil, die direkt für diese Runde gesetzt waren. Bei den 14 Mannschaften handelt es sich um die Teams, die die dritte Qualifikationsrunde zur EM 1999 auf den ersten vier Tabellenplätzen beendeten und nicht direkt für die Endrunde 1999 qualifiziert waren. Der Gruppenerste und der Gruppenzweite dieser Gruppen qualifizierten sich für die Endrunde.

### Gruppe A
| Platz | Team     | Spiele | Siege | Niederl. | Punkte  | Körbe | Diff |
| ----- | -------- | ------ | ----- | -------- | ------- | ----- | ---- |
| 1     | Kroatien | 10     | 10    | 0        | 856:693 | +163  | 20   |
| 2     | Lettland | 10     | 6     | 4        | 843:774 | +069  | 16   |
| 3     | England  | 10     | 5     | 5        | 739:736 | +03   | 17   |
| 4     | Ungarn   | 10     | 5     | 5        | 698:704 | −06   | 15   |
| 5     | Schweiz  | 10     | 4     | 6        | 678:738 | −060  | 14   |
| 6     | Slowakei | 10     | 0     | 10       | 630:799 | −169  | 10   |

### Gruppe B
| Platz | Team         | Spiele | Siege | Niederl. | Punkte  | Körbe | Diff |
| ----- | ------------ | ------ | ----- | -------- | ------- | ----- | ---- |
| 1     | Griechenland | 10     | 9     | 1        | 805:667 | +138  | 19   |
| 2     | Estland      | 10     | 7     | 3        | 817:772 | +045  | 17   |
| 3     | Polen        | 10     | 6     | 4        | 775:754 | +021  | 16   |
| 4     | Tschechien   | 10     | 5     | 5        | 772:788 | +016  | 15   |
| 5     | Belarus      | 10     | 2     | 8        | 734:780 | −046  | 12   |
| 6     | Österreich   | 10     | 1     | 9        | 669:811 | −142  | 11   |

### Gruppe C
| Platz | Team                    | Spiele | Siege | Niederl. | Punkte  | Körbe | Diff |
| ----- | ----------------------- | ------ | ----- | -------- | ------- | ----- | ---- |
| 1     | Israel                  | 10     | 8     | 2        | 817:703 | +114  | 18   |
| 2     | Bosnien und Herzegowina | 10     | 6     | 4        | 781:760 | +021  | 16   |
| 3     | Niederlande             | 10     | 5     | 5        | 752:742 | +010  | 15   |
| 4     | Bulgarien               | 10     | 4     | 6        | 815:799 | +016  | 14   |
| 5     | Finnland                | 10     | 4     | 6        | 795:880 | −085  | 14   |
| 6     | Schweden                | 10     | 3     | 7        | 762:838 | −076  | 13   |

### Gruppe D
| Platz | Team           | Spiele | Siege | Niederl. | Punkte  | Körbe | Diff |
| ----- | -------------- | ------ | ----- | -------- | ------- | ----- | ---- |
| 1     | Slowenien      | 10     | 9     | 1        | 861:710 | +151  | 19   |
| 2     | Ukraine        | 10     | 7     | 3        | 784:717 | +067  | 17   |
| 3     | Nordmazedonien | 10     | 6     | 4        | 805:750 | +055  | 16   |
| 4     | Belgien        | 10     | 6     | 4        | 788:720 | +068  | 16   |
| 5     | Portugal       | 10     | 1     | 9        | 725:834 | −109  | 11   |
| 6     | Island         | 10     | 1     | 9        | 662:894 | −232  | 11   |